# Grubbtjärnen, Ångermanland
Grubbtjärnen är en sjö i Örnsköldsviks kommun i Ångermanland och ingår i Gideälvens huvudavrinningsområde.